# フアン・ルイス・デ・アポダカ

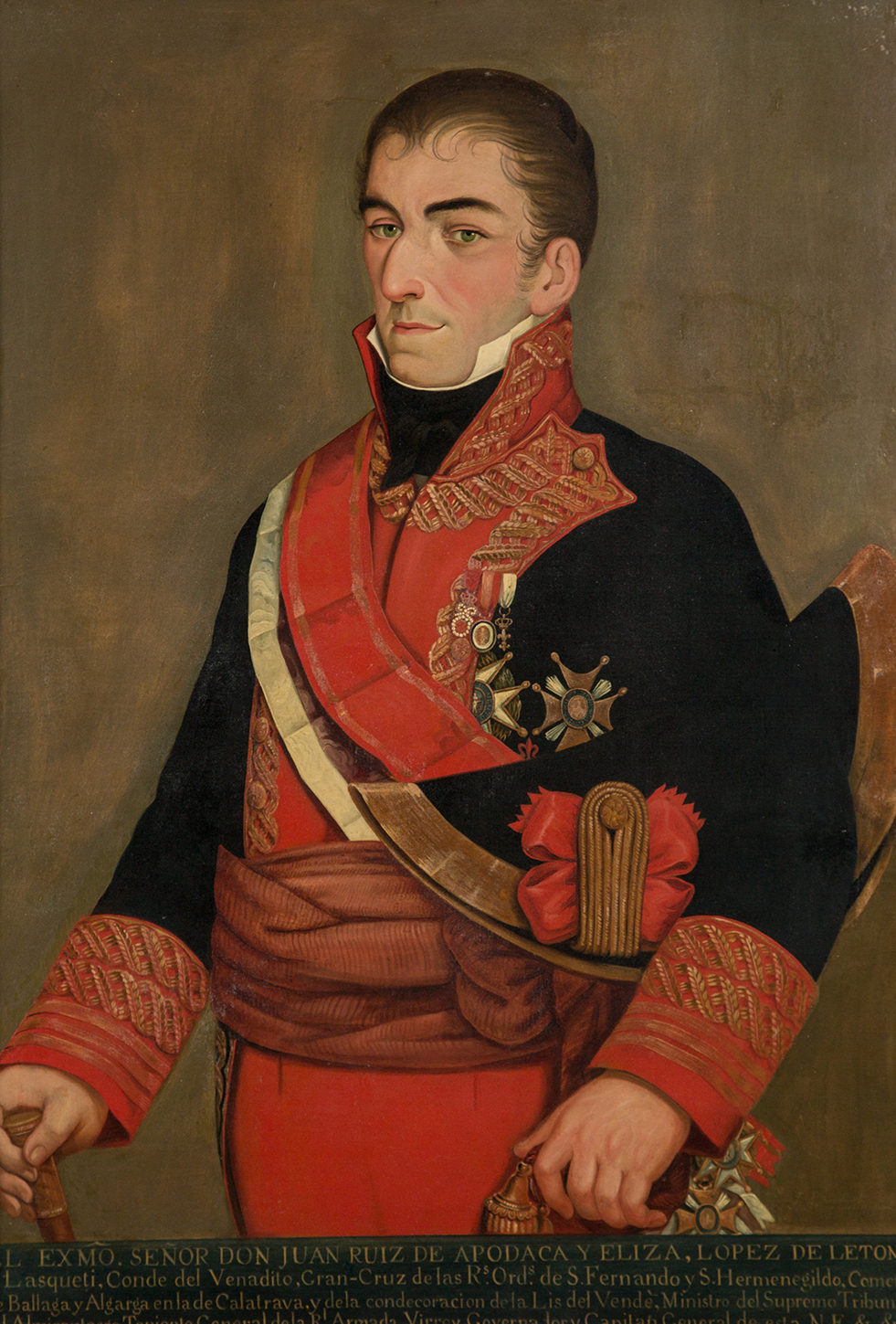
副王時代のフアン・ルイス・デ・アポダカ

初代ベナディート伯爵フアン・ホセ・ルイス・デ・アポダカ・イ・エリサ（Juan José Ruiz de Apodaca y Eliza, I conde de Venadito、1754年2月3日 - 1835年1月11日）は、スペイン海軍の軍人、政治家。第61代ヌエバ・エスパーニャ副王をつとめた（在職期間1816-1821年）。メキシコ独立革命時の副王として知られる。

## 生涯
アポダカはカディスで生まれ、海軍の軍人としての長いキャリアを持つ。1779年にスペインがイギリスに対して宣戦すると、アポダカはジブラルタル包囲戦に参加し、その後カディスの防衛や大西洋を横断する船舶の護衛にあたった。その後はタラゴナ港の拡張を行い、トゥーロン攻囲戦でフランスと戦い、フランスとの同盟が成立してからはイギリスと戦った。1803年から1807年までカディスのカラカ海軍基地 (Arsenal de la Carraca) の長官をつとめ、トラファルガーの海戦で船員の救出にあたった。1807年にはオセアノ艦隊の司令官に就任した。

### 半島戦争
1808年にフランス軍のスペイン侵入とそれに対する抵抗が起き、アポダカはカディス湾で起きたロシリー艦隊の拿捕 (Capture of the Rosily Squadron) やバイレンの戦いに参加した。
アポダカはセビリアの最高中央評議会の全権大使としてロンドンに行き、イギリスとの平和協定を結んだ。大使として1811年までロンドンに滞在した。
1812年にキューバおよびフロリダ総監兼ハバナのアウディエンシア長官に任命された。アポダカは産業の育成とハバナの美化につとめた。当時アメリカ大陸のスペイン植民地では多数の反乱が発生していた。

### ヌエバ・エスパーニャ副王
1816年、フェルナンド7世によってヌエバ・エスパーニャ副王に任命された。当時すでにメキシコ独立革命初期の中心人物であったホセ・マリア・モレーロスは処刑され、反乱の動きは沈静化していた。プエブラではグアダルーペ・ビクトリア、オアハカではビセンテ・ゲレロが活動していたものの、副王は事態が安定状況にあると考え、降伏した反乱分子には恩赦を与えた。
1817年にはフランシスコ・ハビエル・ミナの反乱軍がアメリカ合衆国ボルティモアからメキシコに入国したが、11月に捕えられて処刑された。フェルナンド7世はハビエル・ミナが捕えられたエル・ベナディート（グアナフアト郊外）にちなんで、1818年ベナディート伯爵の爵位をアポダカに与えた。
当時アメリカ合衆国との国境紛争が重要な問題になっていた。アポダカは在アメリカ合衆国スペイン大使のルイス・デ・オニス (Luis de Onís) と緊密な連絡を取っていた。1819年にオニスとジョン・クィンシー・アダムズの間で国境を画定するアダムズ＝オニス条約が成立した。
1820年にスペイン本国で立憲革命が起き、自由主義的なカディス憲法が復活した。メキシコの王党派はこれに反発した。1820年12月、副王はビセンテ・ゲレロを鎮圧するためにアグスティン・デ・イトゥルビデをオアハカに派遣したが、王党派のイトゥルビデは独立を支持してゲレロと協力し、1821年2月24日にイグアラ綱領を発表、3つの保証軍が設立された。王党派、反乱分子の残党、および聖職者の集団はイトゥルビデを支持した。副王はイグアラ綱領を拒絶し、イトゥルビデの逮捕を命じたが、反乱を抑えることはできなかった。王党派の一部は彼を無能として辞任を要求し、かわりにフランシスコ・ノベジャ将軍 (es:Francisco Novella) を立てようとした。1821年7月5日にアポダカは副王を辞職し、後をノベジャにまかせてスペインに戻った。

### 晩年
スペインの立憲革命が失敗に終わった後、アポダカは1824年にアメリカ和平委員会の一員および海軍技師部門の司令官に就任した。1824年から1826年までナバラ副王、1826年からは国家評議会の一員だった。1829年にはカルロス3世勲章および王国海軍司令官の称号を贈られた。
1835年にマドリードで没した。